# Kothakota
Kothakota es una ciudad censal situada en el distrito de Wanaparthy en el estado de Telangana (India). Su población es de 19042 habitantes (2011). Se encuentra a 135 km de Hyderabad, la capital del estado.

## Demografía
Según el censo de 2011 la población de Kothakota era de 19042 habitantes, de los cuales 9610 eran hombres y 9432 eran mujeres. Kothakota tiene una tasa media de alfabetización del 71%, superior a la media estatal del 67,02%: la alfabetización masculina es del 80,41%, y la alfabetización femenina del 61,42%.